# Bukowa (przystanek kolejowy)
Bukowa – przystanek kolejowy w Bukowej w województwie świętokrzyskim, w Polsce. Obsługuje lokalny ruch pasażerski do Kielc, Włoszczowy i Częstochowy.

## Ruch pasażerski
| Rok  | Wymiana pasażerska na dobę |
| ---- | -------------------------- |
| 2017 | 200-299                    |
| 2022 | 200-299                    |